# Jirka Wartenberg
Jirka Wartenberg (né le 22 septembre 1945 à Berlin-Pankow) est un chanteur est-allemand. Il chante et joue notamment les Atlantics, les Alexanders, les Berolina Singers, le Reichert Combo ou le Gerd Michaelis Chor.

## Biographie
Wartenberg joue dans divers groupes dans sa jeunesse. Après avoir réussi l'abitur, mais pas la formation d'ouvrier qualifié, il ne peut pas continuer des études. Il fait diverses professions, notamment comme vendeur d'électricité et de gaz ou d'instruments de musique. En parallèle, il va à l'école de musique de Friedrichshain. À partir de début 1968, il fait partie du Gerd Michaelis Chor et se produit avec lui au Friedrichstadt-Palast. Il rencontre dans le groupe la danseuse soliste Elke Rieckhoff, qu'il épouse en avril 1969 et dont il adopte le nom. Pour la naissance de sa première fille, il écrit Nun bist du da, qui sort en single.
En avril 1972, son épouse et sa fille ne reviennent pas en RDA après un voyage à l'étranger en consultation avec lui. En conséquence, ses disques sont retirés des magasins et aucune production pour la télévision, la radio ou l'enregistrement n'est plus possible. Les concerts continuent d'être autorisés. À partir d'août 1972, il joue avec les Atlantics, notamment avec Hansi Biebl. Sa tentative de quitter la RDA au début de 1973 avec l'aide d'un passeur est trahie. Wartenberg est arrêté et condamné à trois ans et quatre mois de prison pour franchissement illégal de la frontière. Même ses parents, au courant du plan, sont condamnés à des peines d'emprisonnement ; la mère est en probation. Le 1er octobre 1975, il est racheté par la République fédérale et expulsé.
Jirka Wartenberg vit dans le sud de la France depuis 1976. Il est à son quatrième mariage. Il a travaillé en France en tant que camionneur et antiquaire.

## Singles
- 1969 : Sag, wo gehst du hin / Wirst du gehn (Amiga) (en duo avec Horst Krüger)
- 1970 : Nun bist du da / Es ist eine uralte Weise (Amiga)

## Source de la traduction
- (de) Cet article est partiellement ou en totalité issu de l’article de Wikipédia en allemand intitulé « Jirka Wartenberg » (voir la liste des auteurs).